# Thiago Henrique (Fußballspieler, 1995)
Thiago Henrique do Espirito Santo (* 15. August 1995 in Florianópolis), auch bekannt als Thiago Henrique, ist ein brasilianischer Fußballspieler.

## Karriere
Thiago Henrique erlernte das Fußballspielen in der Jugendmannschaft des Guarani de Palhoça im brasilianischen Palhoça. Hier unterschrieb er 2016 auch seinen ersten Vertrag. 2017 spielte er auf Leihbasis beim portugiesischen Verein Clube Olímpico do Montijo in Montijo. 2019 wechselte er zum CA Metropolitano nach Blumenau. Im Mai 2019 nahm ihn der Viertligist Brusque FC unter Vertrag. Am Ende der Saison wurde er mit dem Verein aus Brusque Meister der Liga. Nach 16 Ligaspielen wechselte er im Januar 2020 zum Londrina EC. Bis Januar 2022 spielte er für die brasilianischen Vereine Criciúma EC und Criciúma EC. Im Januar 2022 ging er nach Asien, wo er in Südkorea einen Vertrag beim Zweitligisten Ansan Greeners FC unterschrieb. Bei dem Fußballfranchise aus Ansan stand er zwei Spielzeiten unter Vertrag. Nach 37 Ligaspielen, in denen er sechs Tore erzielte, wechselte er im Januar 2024 nach Thailand. Hier verpflichtete ihn der Zweitligist Suphanburi FC. Für den Verein aus Suphan BuriSuphanburi bestritt 15 Ligaspiele. Hierbei erzielte er acht Treffer. Im Juli 2024 wechselte er nach Trat zum Erstligaabsteiger Trat FC. Nach 19 Ligaspielen für den Verein aus Trat wechselte er im Februar 2025 nach Vietnam. Hier schloss er sich dem Erstligisten SHB Đà Nẵng an.

## Erfolge
Brusque FC
- Brasilianischer Viertligameister: 2019